# Hochwasserrückhaltebecken Rappenbach
Das Hochwasserrückhaltebecken Rappenbach des Wasser- und Bodenverbandes Rottal dient dem Hochwasserschutz und der Naherholung. Das Hochwasserrückhaltebecken liegt bei Haslach, einem Ortsteil der Gemeinde Rot an der Rot in Baden-Württemberg. 
Im dauerhaft angestauten Becken mit zwei langen Einlaufbuchten vereinen sich der linke Rappenbach und die rechte Schmiddis zur etwa nordwärts abfließenden Haslach, die zwischen Rot an der Rot und Zell in die Rot und dann weiter zur Donau entwässert.
Der etwas über einen Kilometer südsüdöstlich des Ortes Haslach stehende Erddamm ist 16,6 m hoch und auf der Krone 210 m lang, er staut auf einer Fläche von 10,8 ha beständig 290.000 m³ Wasser. Bei Hochwasser kann er zusätzlich 1.490.000 m³ zurückhalten. Das Bauwerk wurde im Jahr 1975 fertiggestellt.